# Skřet

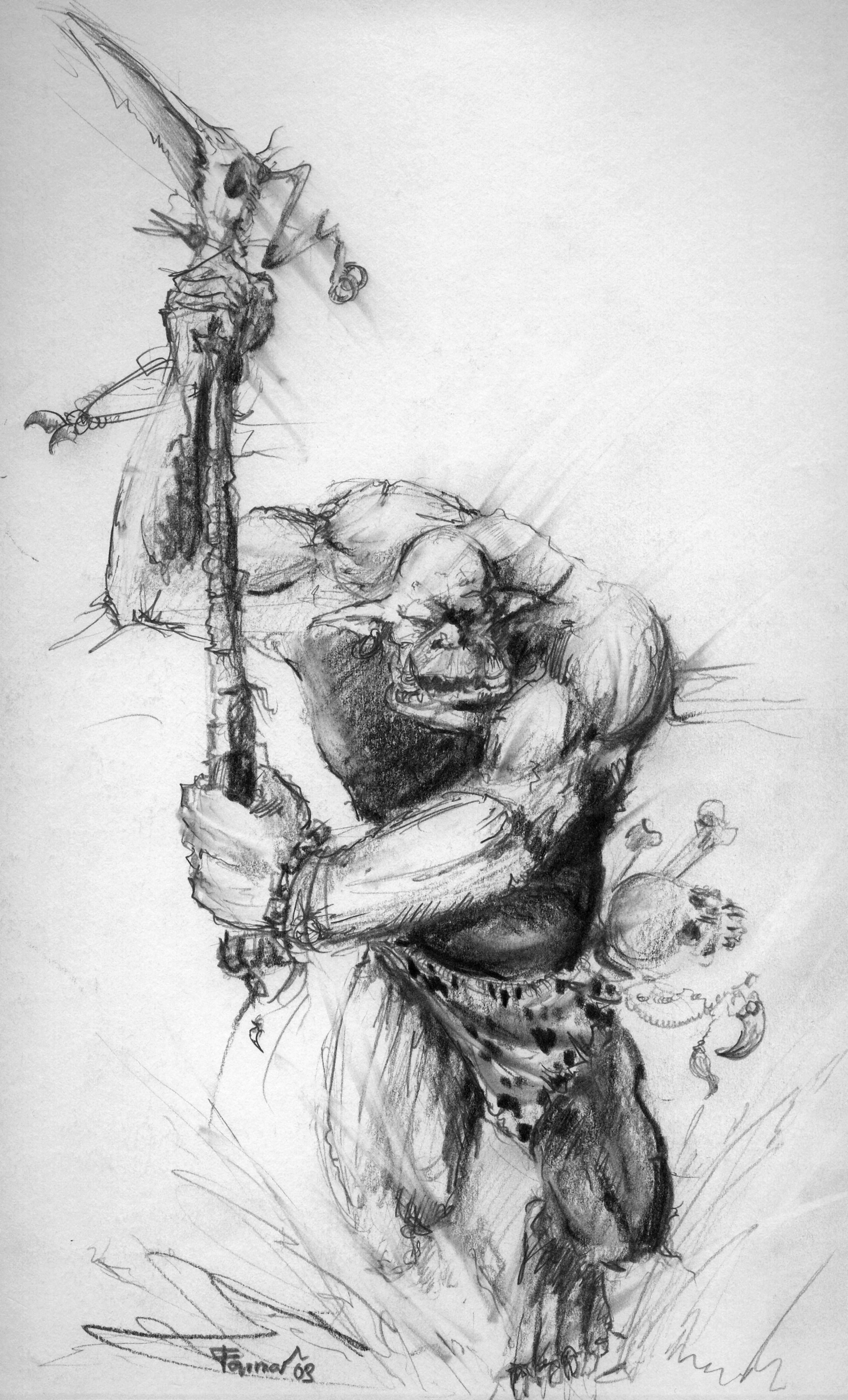
Divoký skřet

Skřeti či orkové jsou fiktivní humanoidé. Objevují se ve fantasy, poprvé v díle J. R. R. Tolkiena.
Tradiční skřeti, inspirovaní Tolkienovým dílem, bývají spojeni se zlem a chaosem a slouží Temnému pánovi či temným bohům. Často jsou jim přisuzovány prasečí rysy, někdy včetně klů, a různá barva kůže včetně šedé či zelené. Jsou vykreslováni jako hloupí, primitivní násilničtí a někdy jako lidožrouti. Především v hrách na hrdiny a počítačových plní skřeti často roli „kanónenfutru“, slabých a hloupých protivníků hrdinů.
Odlišný, méně negativní pohled na orky se objevuje například ve Warcraftu, kde se jedná o hrdou válečnickou rasu se šamanistickým náboženstvím, bez zvláštní příchylnosti ke zlu, a běžnou inteligencí.
V Tolkienově díle označuje slovo orc a goblin totéž stvoření, v odvozených dílech se však často jedná o odlišné bytosti. Goblini zpravidla bývají oproti orkům menší, slabší a zbabělejší. V českých překladech Tolkiena je slovo orc i goblin překládáno jako skřet, v původním českém fantasy se však může jednat o odlišná stvoření. Podobně je například slovo orc překládáno jako ork a goblin jako skřet.

## Etymologie
České slovo skřet pochází z německého scrat, schratte, schratt „lesní duch“, stejně jako slovo skřítek.
Tolkienem užité slovo orc má nejasný původ. Lze jej nalézt, ač zřídka, již ve staroangličtině, a to buď v souvislosti s thursy – obry, nebo v Beowulfovi kde se objevují orcneas společně s jotuny a elfy jako bytosti zavržené Bohem.
Zároveň se však předpokládá že se toto slovo dostalo do angličtiny v 17. století z italštiny jako označení pro monstrum či lidožrouta odvozené od jména římského boha podsvětí Orca.
Souvislost mezi svými orky a latinským pojmenováním kosatky dravé Orcinus orca Tolkien odmítl.

## V literatuře

### Středozem
Tolkienovi skřeti jsou malí (asi metr a půl) a oškliví a stojí vždy ve velkých počtech na straně zla. Původně se jednalo o elfy, které Temný pán Melkor mučením pokroutil na těle i na duchu a ovládl.

### Warcraft
Orkové z Warcraftu jsou velcí svalnatí a silní zelenokožci, kteří na rozdíl od lidských protějšků nemají příliš kvalitní zbraně. I proto se obě rasy skvěle vyvažují. Ve světě Warcraft využívají obě rasy magii, orkové spíše přírodní (šamanskou). Dříve obývali svět Draenor (nyní Outland), kde budovali poklidnou šamanistickou společnost, ale byli zotročeni plamennou legií a donuceni cestovat přes Temný portál (Dark Portal) do Azerothu a bojovat proti lidem. Po porážce ve Druhé válce se z moci plamenné legie vymanili a po definitivním vymýcení, tj. po porážce démona Mannorotha hrdým Gromem Hellscreamem, přešli zpět na šamanskou magii. Na konci Warcraft: Frozen Throne se orkové po bitvě u hory Hyjal odeberou do Kalimdoru, kde vybudují Durotar, nový domov orkské Hordy.

### Warhammer
Orkové ze světa warhammer jsou velké, válečně založené brutální bytosti. Konstrukcí těla jsou podobni opům a páteř mají spíše do tvaru otazníku. Mají zelenou kůži a výrazné tesáky, malou hlavu, poměrně velké uši a velmi masivní čelist. Jsou velmi mohutní, asi 2× širší než průměrný člověk. Jejich pěst je velká asi jako lidská hlava. Ruce mají skoro na zem. Téměř necítí bolest a najdeme je po celém světě Warhammeru. Mají primitivní kulturu a nejsou příliš inteligentní, ale jejich příbuzní goblini (malé bytosti s velkýma ušima a nosem) je v tomto předčí. Orků je vícero druhů (černí orkové). K přepravě využívají velká prasata.
Do civilizovaných zemí pořádají ničivé nájezdy zvané Waaagh! (V češtině Uááá!). Orkové milují boj a bez rozmyslu se hned hrnou do bitvy, ale goblini takoví nejsou.
Goblinů je více druhů, např. Noční goblini žijící pod zemí, či lesní goblini. . K přepravě využívají vlky či obří pavouky. Goblini jsou velmi zbabělí, nejsou příliš efektivní jednotkou. Hlavně noční goblini využívají vzácné houby, které otupí jejich smysly a zvýší sílu. Takto vyrážejí do boje s obrovskou ocelovou koulí na řetěze a říká se jim fanatici. Také existuje katapult střílející gobliny s křidýlky a špičatou helmou. Křídly se navigují a helmou svou oběť probodnou, ale sami si zlomí vaz. Noční goblini také někdy jezdí do bitvy na Squizích (v angličtině Squig), které odchytávají v temných jeskyních. Tyto červené kuličky s obrovskou tlamou jsou ve společenské hře Warhammer: Fantasy battles poměrně efektivní jednotkou.